# Eduardo Mendoza
Eduardo Mendoza Garriga (Barcelona, 11 de enero de 1943) es un escritor español, uno de los más reconocidos y galardonados de su país.  Aunque su principal género literario es la novela, Mendoza ha escrito también ensayos y relatos. En 2010 recibió el premio Planeta por su novela Riña de gatos. Madrid 1936, en 2016 el Premio Cervantes, el más alto galardón en lengua castellana, y en 2025 se le honró con el Premio Princesa de Asturias de las Letras.

## Biografía
Hijo de Eduardo Mendoza Arias-Carvajal, fiscal, y Cristina Garriga Alemany, hermana del escritor e historiador Ramón Garriga Alemany. Estudió un año en una escuela de las monjas de Nuestra Señora de Loreto, otro en una de las Mercedarias y, finalmente, a partir de 1950, en el colegio de los Hermanos Maristas. Después de licenciarse en Derecho en 1965 en la Universidad de Barcelona, viaja por Europa y al año siguiente consigue una beca en Londres para estudiar Sociología. A su regreso en 1967 ejerce la abogacía en la asesoría jurídica del Banco Condal, que abandona en 1973 para irse a Nueva York como traductor de la ONU. Es padre de dos hijos: Ferrán y Alexandre Mendoza Soler.

### 1975-1990: primeras obras
Su obra literaria, que inaugura con la publicación de La verdad sobre el caso Savolta (1975), está generalmente ambientada en su Barcelona natal, combinando la descripción de la ciudad en épocas anteriores a la guerra civil española y en la actualidad. Su estilo narrativo es sencillo y directo, sin hacer abandono del uso de cultismos, arcaísmos así como del lenguaje popular en su más pura expresión. Gusta de personajes marginales que miran la sociedad con extrañeza mientras luchan por sobrevivir permaneciendo fuera de ella. 
Llàtzer Moix habla de « realidad bifronte » al referirse a la narrativa de Mendoza y establece una distinción entre sus novelas serias o mayores, y sus divertimentos o novelas menores. No obstante, la división entre novelas serias y humorísticas, que se corresponderían con las obras mayores y menores apuntadas, no dan cuenta de la riqueza narrativa y estilística de sus obras paródicas ni del humorismo presente en sus novelas serias. De ahí que recientes estudios reivindiquen la seriedad, crítica y trascendencia en sus novelas de humor y el humorismo transversal en sus novelas serias o mayores, como resultado del efecto paródico característico de la narrativa posmoderna.
Estando en Estados Unidos, publica en 1975 su primera novela La verdad sobre el caso Savolta. Su título original era Los soldados de Cataluña, pero se vio obligado a cambiarlo debido a problemas con la censura franquista. Esta ópera prima, en la que se puede observar la capacidad de Mendoza en la utilización de diferentes discursos y estilos narrativos, lo lanza a la fama. Considerada por muchos como la precursora del cambio que daría la sociedad española y como la primera novela de la transición democrática, la novela narra el panorama de las luchas sindicales de principios del siglo XX, mostrando la realidad social, cultural y económica de la Barcelona de la época. Apenas unos meses después de su publicación muere Francisco Franco y al año siguiente La verdad sobre el caso Savolta recibe el Premio de la Crítica.
El misterio de la cripta embrujada, una parodia con momentos hilarantes que mezcla rasgos de la novela negra con la gótica, fue publicada en 1979 y marca el comienzo de una serie protagonizada por un personaje peculiar, una suerte de detective encerrado en un manicomio, de nombre desconocido. El laberinto de las aceitunas, 1982, la segunda novela protagonizada por el detective sin nombre, lo consolida como uno de los autores con más éxito de ventas. La saga protagonizada por este personaje continuó en 2001 con un tercer volumen, La aventura del tocador de señoras y El enredo de la bolsa y la vida, cuarto volumen publicado en 2012. En 1983, Mendoza regresa a Barcelona pero sigue ganándose la vida haciendo traducción simultánea en organismos internacionales en Ginebra, Viena y otras ciudades. En 1986 publica La ciudad de los prodigios, novela en la que se muestra la evolución social y urbana de Barcelona entre las dos exposiciones universales de 1888 y 1929. La ciudad de los prodigios está considerada por la crítica literaria como su obra cumbre y fue elegida por la revista francesa Lire como el mejor libro de 1988. En 1999 fue adaptada al cine por Mario Camus y protagonizada por Emma Suárez y Olivier Martínez. Su siguiente obra, La isla inaudita, fue publicada en 1989 y salta la narración habitual en las novelas de Mendoza, usando la ciudad de Venecia como principal escenario. Un año después, comienza a publicar en el diario El País una historia por entregas de un extraterrestre que aterriza en la Barcelona previa a los Juegos Olímpicos de 1992. La historia fue publicada al año siguiente por Seix Barral bajo el título de Sin noticias de Gurb que se desarrolla en la Barcelona preolímpica. También en 1991 hace su primera incursión en el teatro con la inauguración de la obra en catalán Restauració en el Teatro Romea de Barcelona. Su adaptación al español se representó un año después en Madrid.

### 1992-actualidad: consolidación en la narrativa española
En 1992 publicó El año del diluvio, ambientada en un pueblo catalán regido por un cacique franquista y protagonizada por la monja Constanza Briones. La novela ganó la tercera edición del Premio Literario de la revista Elle en 1993. Dos años después comenzó a impartir clases en la Universidad Pompeu Fabra de Barcelona. Compaginando su trabajo como profesor y su labor literaria, publicó en 1996 Una comedia ligera, ambientada en la Barcelona de la posguerra española. La novela se alzó con el Premio al Mejor Libro Extranjero, otorgado en Francia en 1998.
Fue miembro del Foro Babel, iniciativa cívica de defensa del bilingüismo en Cataluña frente a la política lingüística monolingüista del gobierno de Jordi Pujol.
La aventura del tocador de señoras, su primera novela en el nuevo siglo, fue publicada en enero de 2001 y supone el tercer volumen de las aventuras del detective anónimo, expulsado del manicomio en el que residía y convertido a peluquero. El libro fue galardonado por el premio de libreros de Madrid con el Premio al Mejor Libro de 2002. En agosto del mismo año repite la fórmula de Sin noticias de Gurb, publicando por entregas en España El último trayecto de Horacio Dos, una fábula sarcástica a modo de diario personal que recoge un viaje en el espacio. En noviembre publicó con la editorial Omega Baroja, la contradicción, un ensayo biográfico en torno a la figura del escritor Pío Baroja. En 2003 publicó Barcelona modernista, un ensayo sobre la ciudad de Barcelona en un periodo comprendido entre la Exposición Universal de 1888 y la Primera Guerra Mundial. Además, contribuyó como guionista a la adaptación cinematográfica de su propia obra El año del diluvio, dirigida por Jaime Chávarri.
En 2006, la editorial Seix Barral publicó Mundo Mendoza, una biografía realizada por Llatzer Moix, y Mauricio o las elecciones primarias, una novela no paródica de Mendoza ambientada en Barcelona que narra una historia de amor a tres bandas con un trasfondo político posterior a la Transición Española, entre las elecciones de 1984 y la designación de Barcelona como sede olímpica. La obra obtuvo el VI Premio de Novela Fundación José Manuel Lara Hernández.
Dos años después estrenó Glòria, su segunda obra teatral en catalán, posteriormente adaptada al español, y publicó El asombroso viaje de Pomponio Flato, una parodia del género epistolar que narra las aventuras de Pomponio Flato, un filósofo romano, en tierras de Nazaret, donde es contratado por Jesús para salvar de la pena de muerte a su padre José. La novela, mezcla de género policíaco y novela negra, narra acontecimientos de la vida de Jesús sin rigor histórico a modo de parodia de novelas de intriga como El código Da Vinci de Dan Brown. En 2009 publicó Tres vidas de santos, un libro formado por tres relatos que supone su primera incursión en el género literario.
El 16 de octubre de 2010, oculto tras el seudónimo Ricardo Medina, ganó la 59.ª edición del Premio Planeta de novela, dotado con 601 000 euros, con la obra Riña de gatos. Madrid 1936. El punto de partida de la novela ganadora es la llegada a la España en la primavera de 1936 de un joven inglés, especialista en pintura española, reclamado para tasar un posible cuadro desconocido de Velázquez.
Con El enredo de la bolsa y la vida, publicado el 10 de abril de 2012, Mendoza vuelve a dar vida al anónimo detective protagonista de El misterio de la cripta embrujada, El laberinto de las aceitunas y La aventura del tocador de señoras en una sátira ambientada en la Barcelona actual. En 2015 se publica El secreto de la modelo extraviada, la quinta novela de la serie del detective, ambientada nuevamente en su Barcelona natal.
El 30 de noviembre de 2016 le es concedido el prestigioso Premio Cervantes, ya que según el jurado "posee una lengua literaria llena de sutilezas e ironía". El 20 de abril de 2017 presenta su nuevo libro Las barbas del profeta, en el que el autor repasa algunos episodios de la Biblia.
El 14 de mayo de 2025 se anunció que se le honraba con el Premio Princesa de Asturias de las Letras. El jurado, presidido por Santiago Muñoz Machado, director de la Real Academia Española, reconoció que "en sus libros sobresalen el sentido del humor y la visión desenfadada y humanista de la existencia. Eduardo Mendoza es un proveedor de felicidad para los lectores y su obra tiene el mérito de llegar a todas las generaciones que hoy se reconocen en sus luminosas páginas".

## Obras

### Novelas
- 1975: La verdad sobre el caso Savolta
- 1978: El misterio de la cripta embrujada  (1.ª novela de la serie del detective anónimo)
- 1982: El laberinto de las aceitunas  (2.ª novela de la serie del detective anónimo)
- 1986: La ciudad de los prodigios
- 1989: La isla inaudita
- 1991: Sin noticias de Gurb (publicada por entregas en el diario El País)
- 1992: El año del diluvio
- 1996: Una comedia ligera
- 2001: La aventura del tocador de señoras  (3.ª novela de la serie del detective anónimo)
- 2002: El último trayecto de Horacio Dos (publicada por entregas en el diario El País)
- 2006: Mauricio o las elecciones primarias
- 2008: El asombroso viaje de Pomponio Flato
- 2010: Riña de gatos. Madrid 1936. Premio Planeta
- 2012: El enredo de la bolsa y la vida  (4.ª novela de la serie del detective anónimo)
- 2015: El secreto de la modelo extraviada  (5.ª novela de la serie del detective anónimo)
- Trilogía Las tres leyes del movimiento:
  - 2018: El rey recibe.
  - 2019: El negociado del yin y el yang.
  - 2021: Transbordo en Moscú.
- 2024: Tres enigmas para la Organización

### Relatos
- 2009: Tres vidas de santos (La ballena, El final de Dubslav y El malentendido)
- 2011: El camino del cole (literatura infantil)

### Teatro
- 1990: Restauración
- 1998: Gloria
- 2004: Grandes preguntas

### Ensayo
- 1986: Nueva York
- 1989: Barcelona modernista (coescrito con su hermana Cristina Mendoza)
- 2001: Baroja, la contradicción (ensayo biográfico)
- 2007: ¿Quién se acuerda de Armando Palacio Valdés?
- 2017: ¿Qué está pasando en Cataluña?
- 2019: Por qué nos quisimos tanto (ensayo autobiográfico, n.º 20 colección Baroja & Yo)
- 2020: Las barbas del profeta (Seix Barral, 2020)[18]

## Premios
- 1976: Premio de la Crítica de narrativa castellana por La verdad sobre el caso Savolta.
- 1987: Premio Ciudad de Barcelona por La ciudad de los prodigios.
- 1988: Premio al Mejor Libro del Año, Revista "Lire" (Francia) por La ciudad de los prodigios.
- 1988: Finalista del Premio Grinzane Cavour en la categoría de Narrativa extranjera (Italia) por La ciudad de los prodigios.
- 1988: Finalista del Premio Médicis y Femina (Francia) por La ciudad de los prodigios.
- 1992: Ganador de la III Edición del Premio de las lectoras de la revista "Elle" con El año del diluvio.
- 1998: Premio al Mejor Libro Extranjero (Francia) por Una comedia ligera.
- 2002: Premio al Mejor Libro del Año, otorgado por el Gremio de Libreros de Madrid, por La aventura del tocador de señoras.
- 2007: Premio Fundación José Manuel Lara por Mauricio o las elecciones primarias.
- 2009: Premio Pluma de Plata por El asombroso viaje de Pomponio Flato.
- 2010: Premio Planeta por Riña de gatos. Madrid 1936.
- 2015: Premio Franz Kafka.[19]
- 2016: Premio Cervantes.[20]
- 2020: Premio Internacional Barcino de novela histórica por Las barbas del profeta.[21]
- 2025: Premio Princesa de Asturias de las Letras[22]
- 2025: Premio Sport Cultura Barcelona 2024. [23]

| Predecesor: Fernando del Paso | Premio Miguel de Cervantes 2016 | Sucesor: Sergio Ramírez |

## Adaptaciones cinematográficas
- 1980: La verdad sobre el caso Savolta, dirigida por Antonio Drove
- 1981: La cripta, dirigida por Cayetano del Real
- 1999: La ciudad de los prodigios, dirigida por Mario Camus
- 2004: El año del diluvio, dirigida por Jaime Chávarri.